# Hồ Bích Trâm
Hồ Bích Trâm (sinh ngày 4 tháng 12 năm 1991) là diễn viên người Việt Nam. Trâm có các bộ phim truyền hình như Muôn kiểu làm dâu, Hoa cúc xanh, Vùng hạ chuyển mình, Mẹ hổ dạy con dâu. Năm 2021, Trâm đoạt giải "Nữ diễn viên Web-drama xuất sắc" tại Lễ trao giải Ngôi Sao Xanh.

## Tiểu sử
Trâm sinh ngày 4 tháng 12 năm 1991 ở phường Phổ Vinh, thị xã Đức Phổ, tỉnh Quảng Ngãi. Do ở quê khó khăn Trâm có ý định vào Thành phố Hồ Chí Minh lập nghiệp. Công việc đầu tiên là phụ việc ở quán cơm. Năm 2009, người anh họ gợi ý Trâm, Trâm nộp đơn đăng ký thi vào Trường Đại học Sân khấu - Điện ảnh Thành phố Hồ Chí Minh. Kết quả, Trâm vượt qua hàng nghìn thí sinh khác, để đứng trong Top 100 thí sinh đậu vào khoa diễn viên.
Năm 2010, Trâm đăng ký tham gia cuộc thi Miss Teen toàn quốc và lọt vào Top 20 chung cuộc, đạt giải thưởng "Miss thân thiện". Sau đó Trâm tham gia các bộ phim truyền hình như Hoa cúc xanh, Đường hoang lạc bước, Con đường hoàn lương, Vùng hạ chuyển mình, Mơ hoang, Mẹ hổ dạy con dâu, Con gái bố già, Đánh tráo số phận. Năm 2021, Trâm thực hiện dự án Web drama "Về nhà ăn Tết" với vai trò nhà sản xuất kiêm diễn viên. "Về nhà ăn tết" là dự án cá nhân thứ 2 của Trâm đánh dấu bước ngoặt của Trâm trong vai trò nhà đầu tư sản xuất phim.

## Đời tư
Trâm có quan hệ tình cảm với diễn viên Minh Luân vào năm 2017. Sau đó cả 2 đã chia tay.
Ngày 5 tháng 5 năm 2021, Trâm kết hôn với bạn trai là người làm kinh doanh. Hôn lễ tổ chức tại Quảng Ngãi.

## Phim

### Truyền hình
| Năm  | Tựa phim                  | Vai diễn         | Đạo diễn           | Kênh          | Nguồn |
| ---- | ------------------------- | ---------------- | ------------------ | ------------- | ----- |
| 2011 | Hoàng tử xấu trai         | Hoa Thầy Bói     | Châu Huế / Vũ Huân | HTV9          |       |
| 2011 | Dây leo hạnh phúc         | Tường Vy         | Chu Thiện          | TodayTV       |       |
| 2012 | Hoa cúc xanh              | Trân             | Nguyễn Anh Tuấn    | HTV7          |       |
| 2012 | Sỏi đá cũng biết yêu      | Tố Nữ            | Trần Hà Sơn        | SCTV14        |       |
| 2012 | Mơ hoang                  | Ân Bình          | Võ Việt Hùng       | THVL1         |       |
| 2013 | Nữ hoàng cà phê           | Tiểu Quân        | Võ Việt Hùng       | HTV7          |       |
| 2013 | Thuyền giấy               | Thắm             | Nhâm Minh Hiền     | HTV7          |       |
| 2013 | Vùng hạ chuyển mình       | Hương            | Hồng Phú Vinh      | VTV Cần Thơ 1 |       |
| 2014 | Đường hoang lạc bước      | Linh Nhím        | Nhâm Minh Hiền     | HTV9          |       |
| 2014 | Bóng giang hồ             | Mỹ Lan           | Lâm Lê Dũng        | THVL1         |       |
| 2014 | Khi người đàn ông trở lại | Quỳnh Hương      | Nhâm Minh Hiền     | HTV9          |       |
| 2015 | Bình minh trên ngọn lửa   | Bà Thi (lúc trẻ) | Lê Quang Hưng      | THVL1         |       |
| 2015 | Canh bạc cuộc đời         | Thoa             | Đặng Minh Quang    | HTV9          |       |
| 2015 | Chiếc vòng ngọc huyết     | Lệ Hà            | Nhâm Minh Hiền     | VTV9          |       |
| 2015 | Con dâu                   | Trâm             | Quách Khoa Nam     | HTV7          |       |
| 2015 | Kẻ thù giấu mặt           | Hương            | Nguyễn Phương Điền | THVL1         |       |
| 2016 | Đường chân trời           | Thúy             | Dương Nam Quan     | SCTV14        |       |
| 2016 | Muôn mặt cuộc đời         | Hà Trang         | Quách Khoa Nam     | HTV9          |       |
| 2016 | Khu vườn bí ẩn            | Vân              | Bùi Cường          | THVL1         |       |
| 2016 | Mai anh đào               | Đông Đào         | Nhâm Minh Hiền     | SCTV14        |       |
| 2016 | Bản năng nguy hiểm        | Diễm Châu        | Bùi Cường          | THVL1         |       |
| 2016 | Dã tâm thiên thần         | Tự Nhiên         | Trần Quang Đại     | HTV9          |       |
| 2017 | Mẹ hổ dạy con dâu         | Hà My            | Nhâm Minh Hiền     | SCTV14        |       |
| 2017 | Con đường hoàn lương      | Thu              | Nhâm Minh Hiền     | THVL1         |       |
| 2018 | Những khúc sông dậy sóng  | Mai              | Nhâm Minh Hiền     | ATV           |       |
| 2018 | Biệt đội tất tần tật      | Mai              | Trần Cảnh Đôn      | VTV9          |       |
| 2018 | Con gái bố già            | Ruby             | Nguyễn Phương Điền | THVL1         |       |
| 2018 | Đánh tráo số phận         | Hồng Hạnh        | Trần Chí Thành     | VTV1          |       |
| 2018 | Trái tim của sói          | Khánh Lê         | Trần Bắc           | HTV9          |       |
| 2019 | Một chàng ba nàng         | Thảo             | Đặng Thái Huyền    | SCTV14        |       |
| 2019 | Hoa cúc vàng trong bão    | Thảo             | Nhâm Minh Hiền     | VTV3          |       |
| 2019 | Muôn kiểu làm dâu         | Minh Châu        | Cẩm Hà - Phạm Tuân | HTV7          |       |
| 2020 | Lời nguyền lúc 0 giờ      | Bích Hà          | Quách Khoa Nam     | THVL1         |       |
| 2020 | Ngày đông có nắng         | Mỹ Khanh         | Nguyễn Quang Minh  | SCTV14        |       |
| 2020 | Gia đình là số 1 (phần 3) | Giáng Tiên       | Phạm Tuân          | HTV7          |       |
| 2020 | Bánh mì ông Màu           | Trúc Linh        | Nguyễn Quang Minh  | HTV7          |       |
| 2020 | Giọt máu vô hình          | Uyên Thơ         | Nhâm Minh Hiền     | SCTV14        |       |
| 2021 | Bánh mì ông Màu 2         | Duyên            | Nguyễn Quang Minh  | HTV7          |       |
| 2021 | Văn phòng đại chiến       | Hiền             | Dương Ngọc Của     | HTV7          |       |

### Điện ảnh
| Năm  | Tựa phim | Vai diễn | Đạo diễn      | Nguồn |
| ---- | -------- | -------- | ------------- | ----- |
| 2014 | Hai lúa  |          | Lê Quang Hưng |       |

### Web Drama
| Năm  | Tựa phim                 | Vai diễn  | Kênh                            | Nguồn  |
| ---- | ------------------------ | --------- | ------------------------------- | ------ |
| 2020 | Vương miện xương rồng    | Thảo Chi  | Youtube - Hồ Bích Trâm Official | [ 12 ] |
| 2021 | Về nhà ăn Tết            | Dương     | Youtube - Hồ Bích Trâm Official | [ 13 ] |
| 2021 | Trùm nổ                  | Đào       | Youtube - Khương Dừa Channel    |        |
| 2022 | Tết này có chồng         | Thúy Diệu | Youtube - Hồ Bích Trâm Official | [ 14 ] |
| 2022 | Má chúng tôi là chủ tịch | Thảo      | Youtube - MCVMedia              | [ 15 ] |
| 2022 | Trùm nổ 2                | Đào       | Youtube - Khương Dừa Channel    |        |
| 2024 | Thắm tình duyên xuân     | Thắm      | Youtube - Hồ Bích Trâm Official |        |

## Giải thưởng
| Giải thưởng   | Năm  | Hạng mục                             | Tác phẩm đề cử        | Kết quả   | Nguồn                |
| ------------- | ---- | ------------------------------------ | --------------------- | --------- | -------------------- |
| Ngôi Sao Xanh | 2020 | Nữ diễn viên xuất sắc nhất           | Vương miện xương rồng | Đề cử     | [ 16 ]               |
| Ngôi Sao Xanh | 2021 | Nữ diễn viên Web-drama xuất sắc nhất | Về nhà ăn Tết         | Đoạt giải | [ 17 ] [ 18 ] [ 19 ] |
| Ngôi Sao Xanh | 2021 | Phim Web-drama xuất sắc nhất         | Về nhà ăn Tết         | Đoạt giải | [ 17 ] [ 18 ] [ 19 ] |
| Ngôi Sao Xanh | 2022 | Nữ diễn viên Web-drama xuất sắc nhất | Tết này có chồng      | TBA       |                      |